# Northrop BQM-74 Chukar
El BQM-74 Chukar es una serie de blancos aéreos no tripulados producida por Northrop. El Chukar ha pasado por tres revisiones principales, incluyendo el inicial MQM-74A Chukar I, el MQM-74C Chukar II, y el BQM-74C Chukar III. Son blancos aéreos recuperables, controlados remotamente y subsónicos, capaces de alcanzar velocidades de hasta Mach 0,86 y altitudes de 10 a 12000 m.

## Diseño
El BQM-74E es propulsado en vuelo por un único motor turborreactor Williams J400 (J400-WR-404), que produce un empuje máximo de 240 libras fuerza (1068 N) a nivel del mar. El BQM-74 es lanzado desde un lanzador terrestre de longitud cero, utilizando dos botellas de Despegue Asistido a Reacción (JATO). Cuando se equipa con el equipo de lanzamiento aéreo, el BQM-74 puede ser lanzado desde un avión TA-4J, un F-16, un Grumman Gulfstream I o un DC-130. El BQM-74 se usa principalmente como blanco aéreo realista, capaz de simular amenazas enemigas para ejercicios de entrenamiento de artillería y misiles.
Los drones se pueden recuperar después de un ejercicio de entrenamiento. Se despliega un paracaídas por control remoto o si el enlace del control remoto se corta, y se puede añadir un equipo de flotación para la recuperación marítima. Si se requiere la recuperación del dron, se usan cabezas de guerra de telemetría especial en el misil defensivo en lugar de explosivos. La cabeza de guerra de telemetría es deseable ya que permite un extenso análisis de las prestaciones del misil defensivo, incluyendo información de la pérdida de distancia que determina si una cabeza de guerra real habría dañado el blanco. Un impacto directo probablemente destruiría el dron. Los sistemas de artillería usarían municiones no reales sin explosivos. Como los sistemas de artillería apuntan por delante de un blanco móvil que volará a través de fragmentos de la explosión, las municiones no reales no tiene que impactar directamente en un blanco. Los análisis de los datos del radar determinarían si las municiones explosivas reales habrían dañado el blanco.

## Desarrollo

### MQM-74A Chukar I
La serie Chukar comenzó a principios de los años 60 con un requerimiento de la Armada de los Estados Unidos por un nuevo blanco aéreo no tripulado. La compañía Northrop Ventura (anteriormente Radioplane) desarrolló un prototipo con la designación de la compañía de NV-105 y que presentaba un ala delta, volándolo en 1964. El ala delta no resultó y fue reemplazada por un ala recta, resultando en el NV-105A, que voló por primera vez en 1965. El NV-105A fue aceptado por la Armada y entró en producción como MQM-74A en 1968.

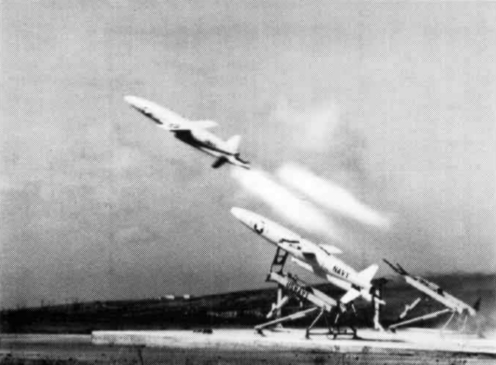
Lanzamiento de un MQM-74A de la Armada estadounidense.

El MQM-74A tenía un fuselaje en forma de cigarro perfectamente cónico, alas rectas en posición media, un motor a reacción colgante con la entrada de aire bajo las alas, y una configuración de cola convencional con los planos de cola colocados en V invertida. Estaba propulsado por un motor turborreactor Williams International WR24-6 con un empuje de 121 libras (538 N), y era lanzado por un acelerador RATO desde el suelo o un barco. La Armada compró 1800 MQM-74A Chukar I. Se compraron varios cientos más en total por la OTAN para un campo de pruebas multinacional en la isla de Creta, así como por la Marina Real británica y la Marina Militare italiana.
Chukar es el nombre de una especie asiática de perdiz introducida en América, y como se cazan por deporte, parece que Northrop creyó que el nombre era apropiado para un avión cuyo propósito en la vida era ser disparado. El nombre Chukar se aplica formalmente solo a las versiones de exportación del dron, pero informalmente es usado en todas las variantes.

### XBQM-108
A mitad de los años 70, el Centro Naval de Armas estadounidense usó el MQM-74A como base de un dron experimental designado XBQM-108, que estaba destinado a ser un demostrador de un avión "pogo" o "de asiento en la cola" que podía despegar y aterrizar verticalmente sobre su cola. El fuselaje, aleta de cola, sistema de control radio, y sistema de recuperación por paracaídas del MQM-74A se retuvieron, pero el dron fue equipado con una nueva ala, un motor Teledyne CAE J402 con escape rotativo de empuje vectorial, tren de aterrizaje triciclo fijo, y sistema de control de vuelo adicional. El demostrador fue completado y estaba realizando vuelos cautivos cuando el programa fue cancelado.

### MQM-74C Chukar II

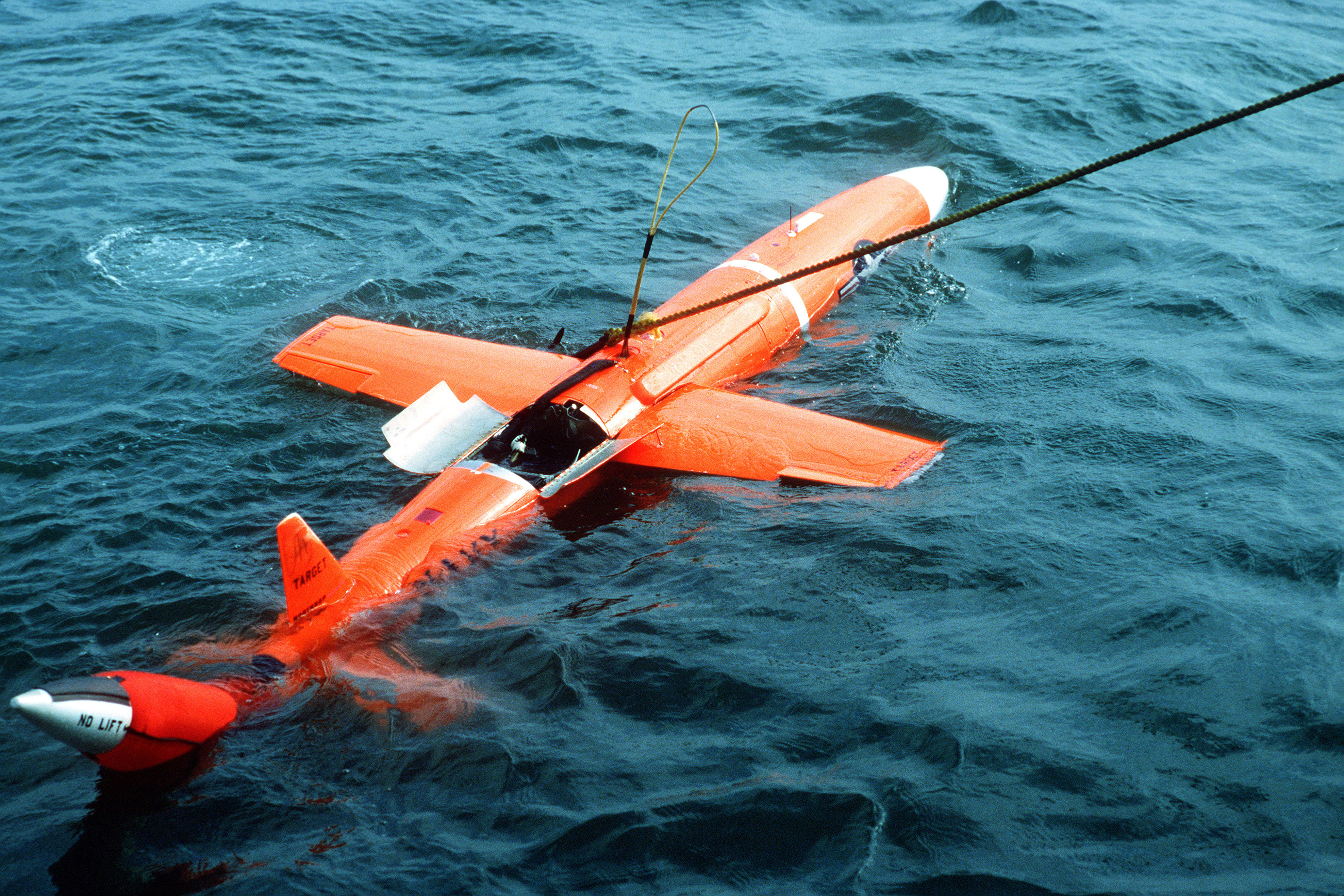

A la Armada le gustaba el Chukar I, pero quería una versión algo más rápida, y a principios de los años 70, Northrop desarrolló el mejorado y experimental MQM-74B, que fue seguido por el MQM-74C Chukar II de producción. El Chukar II es difícil de distinguir del Chukar I, pero el primero está ligeramente sobreescalado y usa un turborreactor repotenciado Williams WR24-7 con 180 libras (800 N) de empuje, dándole una velocidad máxima de 950 km/h.
Como el Chukar I, el Chukar II se lanza solo desde tierra o desde un buque. Al menos se construyeron 1400 Chukar II, la mayoría para la Armada estadounidense, pero otros clientes incluyen la OTAN, el Reino Unido, Alemania Occidental, Grecia, Irán, Italia, Japón, Países Bajos, Arabia Saudita y España.

### BQM-74C Chukar III
En 1978, la Armada estadounidense solicitó un dron aún más sofisticado, y Northrop respondió con el BQM-74C Chukar III. Esta variante mejorada es visiblemente diferente de sus predecesores, presentando un fuselaje más cilíndrico, en contraste con el cónico fuselaje de los mismos.
El BQM-74C incorpora un piloto automático basado en microprocesadores que le permite ser programado para realizar operaciones de vuelo mucho más sofisticadas. El BQM-74C puede ser lanzado tanto desde el aire como desde tierra. El motor original era el Williams WR24-7A (aka J400-WR-402), de 180 libras (800 N) de empuje, pero en 1986 la producción fue mejorada al J400-WR-403 de 240 libras (1070 N) de empuje. El BQM-74C puede soportar maniobras de hasta 6 g. Se han construido más de 1600 BQM-74C.
Northrop construyó diez Recce UAV BQM-74C de reconocimiento táctico para evaluación por la Armada estadounidense, pero esta variante no entró en producción.

### BQM-74E Chukar III
Actualmente, el BQM-74C ha sido reemplazado por en la producción por el BQM-74E, que es casi idéntico externamente, pero que incorpora el repotenciado motor J400-WR-404 cono estándar, y tiene un tercio más de alcance y permanencia en vuelo que su predecesor.
El 6 de enero de 2015, un pescador filipino recuperó un dron de este tipo flotando en las aguas de Patnanungan, Provincia de Quezón, Filipinas. El periódico británico The Daily Mail publicó una crónica con varias fotos en primer plano del anaranjado dron. La crónica incluía una imagen mostrando la placa del modelo y número de serie,  "MODEL NO. BQM-74E". La placa también mostraba una "fecha de aceptación" del 2 de septiembre de 2008. La Embajada estadounidense en Manila declaró que el dron había sido lanzado realmente cuatro meses antes en unas maniobras navales estadounidenses cerca de Guam y que fue arrastrado hasta la costa filipina por las corrientes marinas. El portavoz Raul Hernández del Departamento de Asuntos exteriores del país compareció para apoyar la explicación de la Embajada estadounidense, añadiendo que en ningún momento el blanco aéreo no tripulado fue lanzado ni volado o estrellado contra el territorio filipino. Tanto grupos de derechos humanos e incluso grupos/organizaciones de ala izquierda han condenado, criticado o solicitado una investigación respecto al incidente, declarando que los drones pueden ser usados para reconocimiento y que pueden ser usados en operaciones reales de combate, así como sugiriendo su uso en actividades de espionaje al comunista Nuevo Ejército del Pueblo, como parte del esfuerzo contrainsurgente. Sin embargo, el Maj. Harold Cabunoc, portavoz del Ejército Filipino, negó que los drones estuvieran tomando parte en la lucha contra los rebeldes.

### Versiones futuras
En los años 80, Northrop construyó un blanco de nueva generación, el NV-144, que era sustancialmente mayor y más rápido que el Chukar III, pero no entró en producción. Northrop, ahora parte de Northrop Grumman, está trabajando actualmente en la entrega de la variante mejorada BQM-74F del Chukar, anteriormente conocida como Target 2000. El BQM-74F tiene una configuración general parecida a la del BQM-74C, pero presenta alas en flecha, un peso vacío de 270 kg, un motor repotenciado de 300 libras (1,33 kN) de empuje, velocidad superior a Mach 0,93, y una vida según diseño de 20 vuelos. El BQM-74F será capaz de simular un abanico de aviones y misiles de crucero diferentes. También será capaz de remolcar blancos y señuelos, y será compatible con los sistemas de apoyo e infraestructuras del Chukar actuales. La Armada concedió un contrato de desarrollo a Northrop Grumman en 2002, y las entregas iniciales estaban previstas para 2006.

## Uso en combate en la Guerra del Golfo
En la guerra del Golfo Pérsico de 1991, los BQM-74C fueron usados como señuelos en los ataques aéreos iniciales contra Irak. El grupo Big Safari de la USAF estuvo encargado del esfuerzo en señuelos, al que se le dio el nombre en clave "Project Scathe Mean".
Los drones Chukar disponibles fueron normalmente lanzados desde aviones directores DC-130, y podían ser lanzados también desde aviones de ataque como los F-15 o F-16. Sin embargo, estos recursos de lanzamiento no estaban disponibles, así que la Armada encontró doce lanzadores en su inventario que podían ser puestos en servicio, mientras que se encontraron unidades aceleradoras RATO almacenadas en Bélgica. Cada BQM-74C fue equipado con un par de reflectores de esquina para mejorar su firma radar para imitar a aviones tripulados.
Un equipo de especialistas de 40 personas, obtenidas de unidades disueltas de misiles de crucero de lanzamiento terrestre, fue formado en unos pocos días y fue designado "4468th Tactical Reconnaissance Group". El 4468th se movió rápido, con camiones modificados y obtenidos de una firma comercial de camiones de California, equipos de herramientas comprados en Sears, y equipo de campo comprado en tiendas de excedentes de guerra. A los equipos se les dio un entrenamiento rápido, se les equipó con 44 BQM-74C de la Armada, y se les envió a Arabia Saudita en dos equipos de seis lanzadores en alrededor de dos semanas, llegando cerca de la frontero iraquí el 15 de octubre de 1990. El equipo septentrional fue situado para cubrir Bagdad y las grandes bases militares de aquella área, mientras que el equipo meridional fue situado para cubrir Basora y Kuwait City.
Cuando la guerra aérea comenzó en la noche del 17 de enero de 1991, Irak fue golpeado por oleadas de cazas furtivos F-117 Nighthawk y misiles de crucero BGM-109 Tomahawk. Un grupo de 38 BQM-74C fue asignado para ser lanzado como diversión para la segunda oleada de ataques, generalmente con lanzamientos en grupos de tres, y 37 fueron lanzados con éxito en oleadas temporizadas con precisión. Un grupo de tres fue interceptado por aviones iraquíes, mientras que todos los demás llegaron al blanco.
Los drones volaron más de 500 km a 630 km/h, luego empezaron a rodear Bagdad durante 20 minutos. Los radares de defensa aérea iraquíes que investigaron los drones fueron atacados por aviones de ataque aliados, disparando AGM-88 HARM (High-speed Anti-Radiation Missile, Misil Antirradiación de Alta Velocidad). La Armada también lanzó ADM-141 TALD (Tactical Air Launched Decoy, Señuelo Táctico Lanzado desde el Aire) para contribuir en la campaña de contramedidas. Las defensas aéreas iraquíes nunca se recuperaron de este golpe, y aunque se habían predicho muchas pérdidas de aviones aliados, los iraquíes solo tuvieron éxito derribando 44 aviones tripulados. Tras la guerra, el 4468th fue disuelto, y uno de los BQM-74C restantes fue donado al Museo Nacional de la Fuerza Aérea de Estados Unidos en la Wright-Patterson AFB (Ohio), donde está en exhibición actualmente.

## Accidente del USS Chancellorsville
El 16 de noviembre de 2013, un BQM-74E impactó y dañó al USS Chancellorsville (CG-62), hiriendo levemente a dos marineros y haciendo un agujero en la superestructura, justo por encima de la cubierta. Se suponía que el dron se iba a alejar más de una milla del crucero en unos ejercicios para probar la última versión del Sistema de Combate Aegis, pero en su lugar se fue derecho contra el buque.

## Variantes
NV-105
Prototipo de UAV con ala delta.
NV-105A
Prototipo con ala recta.
MQM-74A Chukar I
Designación dada por la Armada estadounidense a los NV-105A de producción.
MQM-74B
Versión experimental, no desarrollada.
MQM-74C Chukar II
Versión derivada del MQM-74B, con motor J400-WR-401 (Model WR24-7).
NV-130
Cuatro MQM-74C modificados para la competición TEDS (Tactical Expendable Drone System).
BQM-74C Chukar III
Versión mejorada del MQM-74C.
BQM-74D
Designación dada a una variante sin relación con las anteriores.
BQM-74E Chukar III
Versión mejorada del BQM-74C, al que sustituye en la línea de producción.
BQM-74F
Versión mejorada del BQM-74E, con alas en flecha.

## Operadores
Estados Unidos
- Armada de los Estados Unidos

## Especificaciones

### Características generales
- Tripulación: 0 (UAV)
- Longitud: 3,94 m
- Envergadura: 1,76 m
- Altura: 0,71 m
- Peso vacío: 123 kg
- Peso cargado: 249 kg
- Planta motriz: 1× turborreactor Williams J400-WR-404.
  - Potencia: 1,1 kN (240 lbf)

### Rendimiento
- Velocidad nunca excedida (Vne): 972 km/h
- Alcance: 1 h 8'
- Techo de vuelo: 12000 m (40000 pies)

### Secuencias de designación
- Secuencia M-_ (Misiles y drones estadounidenses, 1962-actualidad): ← BGM-71 - MIM-72 - UGM-73 - BQM-74 - BGM-75 - AGM-76 - FGM-77 →